# Вишнянка
Вишня́нка (до 1960 року — Червоний Лан) — село в Україні, у Малинській міській територіальній громаді Коростенського району Житомирської області. Чисельність населення становить 93 особи (2001).

## Населення
Відповідно до результатів перепису населення СРСР, кількість населення, станом на 12 січня 1989 року, становила 127 осіб. Станом на 5 грудня 2001 року, відповідно до перепису населення України, кількість мешканців села становила 93 особи.

### Мова
Розподіл населення за рідною мовою за даними перепису 2001 року:
| Мова       | Кількість | Відсоток |
| ---------- | --------- | -------- |
| українська | 90        | 96.77%   |
| російська  | 3         | 3.23%    |
| Усього     | 93        | 100%     |

## Історія
Виникло наприкінці 1930-х років шляхом укрупнення хуторів. У 1946 році — хутір Червоний Лан Недашківської сільської ради Базарського району Житомирської області. 27 січня 1959 року, в складі сільської ради, передане до Малинського району Житомирської області. 5 серпня 1960 року, відповідно до рішення Житомирського облвиконкому № 790 «Про уточнення назв і перейменування деяких населених пунктів в районах області», хутір віднесено до категорії сіл з перейменуванням на Вишняківку.
12 червня 2020 року, відповідно до розпорядження Кабінету Міністрів України № 711-р «Про визначення адміністративних центрів та затвердження територій територіальних громад Житомирської області», територію та населені пункти Недашківської сільської ради включено до складу Малинської міської територіальної громади Коростенського району Житомирської області.